# ان‌جی‌سی ۳۸۴
ان‌جی‌سی ۳۸۴ (انگلیسی: NGC 384) نام یک کهکشان در صورت فلکی ماهی است.